# Thomas Fink
Thomas Fink (Niederndorf, 26 mei 1935 – aldaar, 6 november 2023) was een Duitse jazzpianist.

## Loopbaan
Fink stamt uit een muzikale familie: zijn vader was kerkorganist en leider van een blaaskapel. Al in 1955 speelde Fink in de jazzclub Jazzstudio Nürnberg. Hij was enkele tientallen jaren de huispianist van Studio Nürnberg van de Bayerischer Rundfunk. Tot 1992 maakte hij deel uit van de BR-Bigband onder leiding van Josef Niessen en, later, Ed Sperber. Verder was hij lid van Noris Swingtett. In 1976 ontmoette hij de bassist Rainer Glas (in de groep van gitarist Jan Rigo) en gingen de twee samenspelen. Ze begeleidden talloze solisten en namen meerdere albums op. Tevens toerden ze. In 1988 sloot drumster en zangeres Carola Grey zich bij de twee aan, in het Thomas Fink Trio. In 2001 kreeg Fink een cultuurprijs van Herzogenaurach.
De bassist Johannes Fink is Thomas Finks zoon.
Hij werd 88 jaar oud.

## Discografie
- Thomas Fink Trio: Time to Smile
- Thomas Fink Trio & Beate Krause (1985): "A waltz for Bill"
- Thomas Fink Trio featuring Sandy Lomax (1991): You Don't Know What Love Is
- Thomas Fink Trio featuring Sandy Lomax & Vincent Herring (1993):
- Thomas Fink, Alice Day, Johannes Fink, Werner Treiber:  No Greater Love
- Thomas Fink Trio & Friends (2000)
- Thomas Fink & Friends (2015): "The Birthday Concert"